# Patrick Burris
Patrick Mitsugi Burris (28 de diciembre de 1950) es un deportista estadounidense que compitió en judo.
Ganó una medalla de bronce en los Juegos Panamericanos de 1975 y dos medallas en el Campeonato Panamericano de Judo, oro en 1970 y bronce en 1974. Participó en dos Juegos Olímpicos de Verano en los años 1972 y 1976, su mejor actuación fue un decimotercer puesto logrado en Montreal 1976 en la categoría de –70 kg.

## Palmarés internacional
| Juegos Panamericanos    | Juegos Panamericanos      | Juegos Panamericanos | Juegos Panamericanos |
| Año                     | Lugar                     | Medalla              | Categoría            |
| ----------------------- | ------------------------- | -------------------- | -------------------- |
| 1975                    | Ciudad de México (México) | Medalla de bronce    | –70 kg               |
| Campeonato Panamericano |                           |                      |                      |
| Año                     | Lugar                     | Medalla              | Categoría            |
| 1970                    | Londrina (Brasil)         | Medalla de oro       | –70 kg               |
| 1974                    | Ciudad de Panamá (Panamá) | Medalla de bronce    | –70 kg               |